# Hatfield Motor Vehicle Company
Hatfield Motor Vehicle Company war ein US-amerikanischer Hersteller von Automobilen.

## Unternehmensgeschichte
Charles B. Hatfield Senior und sein Sohn Charles B. Hatfield Junior gründeten Ende 1906 das Unternehmen. Der Sitz war zunächst in Cortland im US-Bundesstaat New York. Im Frühjahr 1907 zogen sie nach Miamisburg in Ohio. Dort begann in Zusammenarbeit mit der Kauffman Motor Car Company die Produktion von Automobilen. Der Markenname lautete Hatfield.
Im Frühjahr 1908 folgte die Insolvenz. Es kam zum Zusammenschluss mit Kauffman. Nachfolgeunternehmen wurde die Advance Motor Vehicle Company. Charles B. Hatfield gründete 1910 die Hatfield Automobile Truck Company.
Die Verbindung zur Cortland Cart & Carriage Company mit dem gleichen Markennamen ist unklar.

## Fahrzeuge
Im Angebot standen Highwheeler. Die vorderen Räder waren 38 Zoll groß und die hinteren 40 Zoll. Es waren Vollgummireifen. Die Fahrzeuge  hatten einen luftgekühlten Zweizylinder-Viertaktmotor. Er war unter dem Sitz montiert und trieb über ein Friktionsgetriebe und zwei Ketten die Hinterachse an. Eine Abbildung zeigt ein Lenkrad auf einer senkrecht stehenden Lenksäule.
1907 gab es zwei Modelle. Das Model B hatte einen Motor mit 104,775 mm Bohrung, 101,6 mm Hub, 1752 cm³ Hubraum und 12 PS Leistung. Das Fahrgestell hatte 188 cm Radstand. Der Motor des Model C hatte 114,3 mm Bohrung, den gleichen Hub, 2085 cm³ Hubraum und 14 PS. Der Radstand betrug 257 cm. Der offene Aufbau mit Platz für vier Personen wurde Buggyabout genannt, was auch als Modellname gedeutet wird.
1908 entfiel das stärkere und größere Modell. Genannt wird in einer Quelle das Model B, in einer anderen Quelle Model D und Model E. Eine Reduzierung der Bohrung auf 101,6 mm bewirkte einen Hubraum von 1647 cm³. Der Motor leistete 12 PS. Der Radstand wurde auf 198 cm verlängert. Der Aufbau war nun zweisitzig.

## Modellübersicht
| Jahr | Modell  | Zylinder | Leistung (PS) | Radstand (cm) | Aufbau              |
| ---- | ------- | -------- | ------------- | ------------- | ------------------- |
| 1907 | Model B | 2        | 12            | 188           | Buggyabout 4-sitzig |
| 1907 | Model C | 2        | 14            | 257           | Buggyabout 4-sitzig |
| 1908 | Model B | 2        | 12            | 198           | Buggyabout 2-sitzig |